# Приставиця-при-Великем Габру
Приставиця-при-Великем Габру (словен. Pristavica pri Velikem Gabru) — поселення в общині Требнє, регіон Південно-Східна Словенія, Словенія.